# Corliss Waitman
Corliss Leendert Waitman (Gand, 21 luglio 1995) è un giocatore di football americano belga che milita nel ruolo di punter per i Pittsburgh Steelers della National Football League (NFL).

## Carriera

### Pittsburgh Steelers
Dopo non essere stato scelto nel Draft NFL 2020, Waitman firmò con i Pittsburgh Steelers il 28 aprile. Fu svincolato il 5 settembre 2020 dopo di che rifirmò per squadra di allenamento. Fu svincolato il 31 maggio 2021.

### Las Vegas Raiders
Il 26 luglio 2021 Waitman firmò con i Las Vegas Raiders. Fu svincolato il 23 agosto 2021.

### New England Patriots
Il 23 novembre 2021 Waitman firmò con la squadra di allenamento dei New England Patriots.

### Ritorno agli Steelers
Waitman firmò nuovamente con i Pittsburgh Steelers il 25 dicembre 2021 quando il Pressley Harvin III prese un congedo per lutto. Debuttò nella NFL il giorno successivo nella sconfitta della settimana 16 contro i Kansas City Chiefs. Fu svincolato il 15 gennaio 2022.

### Denver Broncos
Il 17 gennaio 2022 Waitman firmò con i Denver Broncos. Il 29 agosto 2022 fu nominato il punter titolare per la stagione a venire dopo che il veterano Sam Martin fu svincolato. Nella settimana 3, nella vittoria per 11-10 sui San Francisco 49ers, calciò 10 punt a una media di 47,6 yard l'uno, con un massimo di 57 yard, e spedendo sei di essi nelle 20 yard avversarie, venendo premiato come giocatore degli special team della AFC della settimana.

### New England Patriots
Il 23 marzo 2023 Waitman firmò per fare ritorno ai Patriots.

### Chicago Bears
Il 9 gennaio Waitman firmò un contratto da riserva con i Chicago Bears. Fu svincolato il 27 agosto.

### Terza volta ai Pittsburgh Steelers

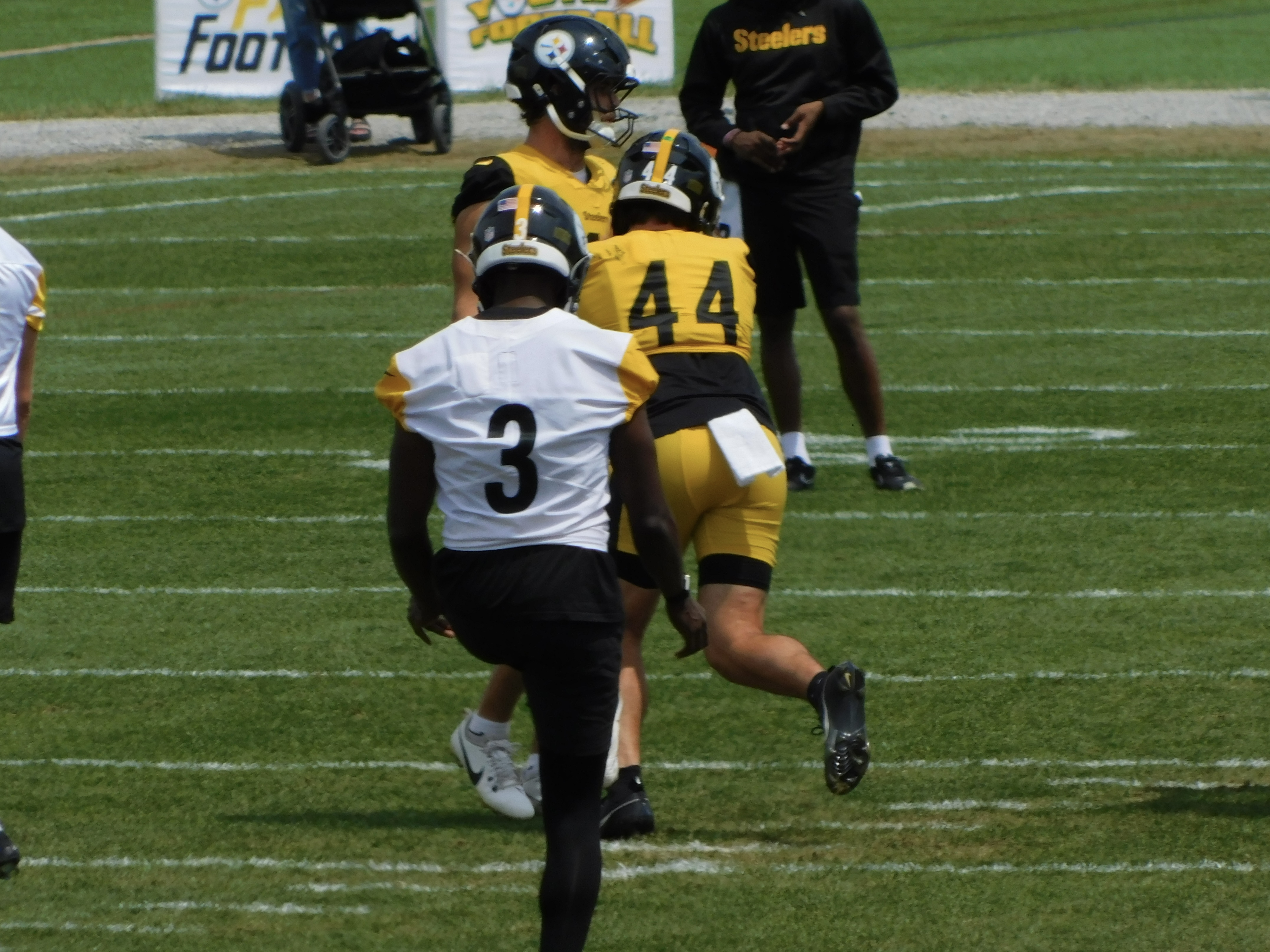
Waitman nel training camp 2025

Il 9 settembre 2024 Waitman firmò per fare ritorno agli Steelers dopo l'infortunio che pose fine alla stagione di Cameron Johnston. Nel 2024 calciò 65 punt a una media di 46,4, il più lungo dei quali da 71 yard nella vittoria sui Baltimore Ravens per 18-16. Fece anche il suo debutto nei playoff nella sconfitta per 28-14 contro i Ravens l'11 gennaio 2025, in una gara in cui calciò 5 punt a una media di 51,4 yard l'uno.

## Palmarès
- Giocatore degli special team della AFC della settimana: 1

3ª del 2022